# セントフランソア郡 (ミズーリ州)
セントフランソア郡（英: St. Francois County）は、アメリカ合衆国ミズーリ州の東部、リード（鉛）・ベルト地域に位置する郡である。2010年国勢調査での人口は65,359人であり、2000年の55,641人から17.5％増加した。郡庁所在地はファーミントン市（人口16,240人）であり、同郡で人口最大の都市でもある。セントフランソア郡は1821年12月19日に組織化され、郡名はセントフランシス川に因んで名付けられた。この川の名前の由来は明らかでないが、アッシジのフランチェスコに因む可能性がある。別の説では1673年にこの地域を探検したイエズス会宣教師ジャック・マルケットが、やはりイエズス会宣教師フランシスコ・ザビエルに因んで名付けたというものである。マルケットは北アメリカの旅に出る前に聖フランシスコ・ザビエルの伝導所で暫く時を過ごしたことがあり、イエズス会なので、フランシスコ会を称えるような名前を付けた可能性は低い。地元の者は英語の「セントフランシス」と発音している。
セントフランソア郡は、セントルイス広域都市圏に属しており、セントルイス市のベッドタウンが幾つかある。

## 歴史
セントフランソア郡となった地域で最初の開拓地は、1796年春に現在のビッグリバーミルズに造られたものであり、アンドリュー・ベイカー、ジョン・アリー、フランシス・スターネイター、ジョン・アンドリューが入った。彼等はそれぞれ1794年に土地登記を行ったが、家族を連れてきたのが1796年だった。アンドリュー・ベイカーのみが家を持ち、他の者はキャンプで生活した。ビッグ川の北岸に大きな家を建てたベイカーは、そこに町を造った。一時期は奴隷を200人所有しており、地域でも最大級に裕福な者だった。ベイカーの子供達は皆結婚して740エーカー (3.0 km2) あった農場を離れた。この農場は納税のために売却され、その後さらに1エーカー当たり30ドルで売られた。同じ年にビッグ川沿いに幾つかの家族が入った。その中にボイス・ブルール・ボトムから来たエリシャ・ベイカーとその息子エリジャー、およびジョセフ・リードがいた。1798年、ソロモン・ジョージがセントフランシス川沿いに入植した最初の者になった。
1805年から1810年、セントフランシス川、ドーラン・クリーク、フラット川に沿って開拓地が発展した。
開拓者が次々と地域に入ってくるようになり、地方政府を設定する必要性が生じた。3人の委員が郡庁所在地を選定するために指名された。
新しいセントフランソア郡は既に存在していたセントジェネビーブ郡、ジェファーソン郡、ワシントン郡の一部を合わせて設立され、広さは410平方マイル (1,100 km2) あった。サリー・バークス・キースが残した記録には新郡の境界を決めるための方法が記されている。「キャロル・ウィリアムズと他に3人の男性がある地点（おそらくは現在の郡庁舎広場）に立ち、そこから6時まで馬で進むことになった。1人は北、1人は南、1人は東、1人は西に進んだ。彼等が止まったところが境界線になった。このために境界線はいびつな形をしている。」
セントフランソア郡は公式には1821年12月19日に組織化され、まずアレクサンダー・マクネア知事が、ジェイムズ・オースティンを郡長に、ジョージ・マクガハンとジェイムズ・W・スミスを郡政委員に指名した。彼等は1822年2月25日、ジェシー・マーフィーの家で最初の会合を開き、ジョン・D・ピアーズを初代事務官に指名した。最初の巡回裁判所も同じ場所で開かれ、N・B・タッカーが判事に、ジョン・D・ピアーズが事務官に指名された。ヘンリー・ポストン、ジョン・アンドリューズ、ウィリアム・アレクサンダー、ジェイムズ・ホルバートが郡庁所在地を決める委員に指名され、1822年9月22日、D・マーフィーが郡庁のために53エーカー (210,000 m2) の土地を寄付し、その場所が1823年2月27日に承認された。1824年、煉瓦造りの郡庁舎が建設された。その後便利のいい場所に教会と学校が建てられた。新しい住人が加わり、平和と繁栄が続いた。ミズーリ州議会議員に選ばれる市民も出てきた。
1845年頃、アイアンマウンテンとパイロットノブで銑鉄の製造が始まり、セントジェネビーブなど近くにあるミシシッピ川の出荷地点に送られた。これで多くの荷車輸送業者や輸送船、精錬業者などの雇用を確保し、農産物の過剰分を売る市場ができた。1851年、古い丸太造りの監獄に囚人が火を付け、ほとんど全焼した。これは直ぐに石造りの建物に置き換えられた。1850年、古い郡庁舎が取り壊され、さらに大きく便利な庁舎が建てられた。
1851年から1852年、アイアンマウンテンからファーミントンを経由してセントジェネビーブまで、板張り道路が建設された。これが交易に新しい刺激となった。プルーイット・アンド・パターソンがファーミントンの東3マイル (5 km)、板張り道路がウルフ・クリークを渡る場所沿いにブルーム溶解炉を建設し、さらに多くの雇用を生んだ。鉄鉱石がアイアンマウンテンから出荷され、鉄にしてセントジェネビーブに運んだ。1858年、バレーフォージと呼ばれたこの溶解炉がシュートー・ハリソン・アンド・バレーの所有となり、監督官のチャールズ・A・パイリーが利益を出して操業したが、1863年機械が取り外され、建物と土地は売却された。
南北戦争が始まったとき、セントフランソア郡は州内の他の郡大半と同様、政治的に分裂し、M・ジェフ・トンプソンの下で兵役に取られないよう逃げ出す者も多かった。トンプソンの部隊はビッグ川に架かるアイアンマウンテン橋を破壊したことがあった。

## 地理
アメリカ合衆国国勢調査局に拠れば、郡域全面積は452平方マイル (1,170 km2)であり、このうち陸地449平方マイル (1,160 km2)、水域は3平方マイル (7.8 km2)で水域率は0.65％である。
セントフランソア郡の地形は丘陵あるいはうねりのあるものだが、最南部と北東隅はテーブル状になっており、果樹栽培と放牧に適している。ファーミントン周辺とセントフランシス川両岸数マイルは優れた土地であり、樹木が茂り、適度なうねりで排水を不要にしている。春には尽きることなく水が供給され、ブラックウェル・クリークとロック・クリーク、セントフランシス川、ウルフ・クリークとバック・クリークで排水される。ストノ山が羊の放牧に適しているとされている。
郡北部は北に流れるビッグ川とそのフラット川などの支流で排水されている。フラット川は地元ではフラットリバー・クリークと呼ばれている。
郡南西部はインディアン・クリークによって排水され、特に丘陵が多い。中部と北部はビッグ川とその支流、フラット川、デイビス・クリーク、ビッグブランチ、テレブルーとスリー川で排水される。フラット川は1994年にパークヒルズ市ができるときに消失したフラットリバーの町名を残した形になっている。これら水流の流域は農業に適用され、穀草類がよく育っている。上記水流の幾つかには良い製粉所があり、年中製粉機を動かす水力にも恵まれている。
高地は樹木が茂り、1エーカーあたり40ないし100コード (140 - 360 m3) の木材を生んでいる。樹種はホワイトオーク、アカガシワ（レッドオーク）、クロガシ（ブラックオーク）、セイヨウトネリコ、サクラ、クルミ、ヒッコリー、カエデ、ゴム、ポーポー、ハナミズキであり、水辺ではセイヨウカジカエデ、低地ではバターナットがある。スギやマツは高地の幾つかの場所で見られる。土壌は黒色ロームが一般的である。ファーミントン近郷では表土のしたに肥沃な赤粘土の底土がある。この土地は草に適している。あらゆる種類の草が豊かに育ち、1エーカーあたり2ないし2.5トンの干し草を生んでいる。市場に出せば、1トン当たり12ないし20ドルで販売される。

### 主要高規格道路
- アメリカ国道67号線
- ミズーリ州道8号線
- ミズーリ州道32号線
- ミズーリ州道47号線

### 隣接する郡
- ジェファーソン郡 - 北
- セントジェネビーブ郡 - 東
- ペリー郡 - 南東
- マディソン郡 - 南
- アイアン郡 - 南西
- ワシントン郡 - 西

### 国立保護地域
- マーク・トウェイン国立の森（部分）

## 人口動態
以下は2000年国勢調査による人口統計データである。
| 基礎データ - 人口: 55,641人 - 世帯数: 20,793 世帯 - 家族数: 14,659 家族 - 人口密度: 48人/km2（124人/mi2） - 住居数: 24,449軒 - 住居密度: 21軒/km2（54軒/mi2） 人種別人口構成 - 白人: 96.14% - アフリカン・アメリカン: 2.02% - ネイティブ・アメリカン: 0.35% - アジア人: 0.31% - 太平洋諸島系: 0.02% - その他の人種: 0.23% - 混血: 0.92% - ヒスパニック・ラテン系: 0.80% 年齢別人口構成 - 18歳未満: 24.0% - 18-24歳: 9.2% - 25-44歳: 29.4% - 45-64歳: 22.5% - 65歳以上: 14.9% - 年齢の中央値: 37歳 - 性比（女性100人あたり男性の人口） - 総人口: 103.3 - 18歳以上: 101.9 | 世帯と家族（対世帯数） - 18歳未満の子供がいる: 32.6% - 結婚・同居している夫婦: 54.9% - 未婚・離婚・死別女性が世帯主: 11.3% - 非家族世帯: 29.5% - 単身世帯: 24.9% - 65歳以上の老人1人暮らし: 11.2% - 平均構成人数 - 世帯: 2.48人 - 家族: 2.94人 収入と家計 - 収入の中央値 - 世帯: 39,551米ドル - 家族: 47,923米ドル - 性別 - 男性: 29,961米ドル - 女性: 19,412米ドル - 人口1人あたり収入: 19,047米ドル - 貧困線以下 - 対人口: 14.9% - 対家族数: 11.0% - 18歳未満: 19.8% - 65歳以上: 11.5% |

## 教育
セントフランソア郡の25歳以上の住民のうち、72.4％は高校卒以上の学歴を持ち、10.2％は学士以上の学位を持っている。
郡内の高等教育機関としては、パークヒルズ市の公立2年制コミュニティカレッジであるミネラルエリア・カレッジがある。

## 宗教
2000年宗教データアーカイブ協会郡別信徒報告書に拠れば、セントフランソア郡は福音主義プロテスタントが最多数を占めるバイブル・ベルトにある。最も多い会派は南部バプテスト連盟の45.48％、続いてカトリック教会の14.94％、メソジストの8.37％である。
ファーミントンのメモリアル・ユナイテッド・メソジスト教会には豊富な歴史がある。ファーミントンがマーフィの開拓地だった1803年に遡ることができる。マービー牧師の未亡人サラ・バートン・マーフィーがこの土地を登記し、その丸太小屋の家での礼拝に他人を招待した。これがミシシッピ川より西では最初のプロテスタント日曜学校となり、その場所はサウスヘンリー通り沿い、真ソニック墓地の北東隅にある祈念碑で記されている。
開拓者の数が増えるとメソジスト・エピスコパル教会は成長を続けたが、南北戦争で国が割れると教会も会派で分かれた。戦後教会はメソジスト・エピスコパル教会とメソジスト・エピスコパル教会南部として再建され、南部側はジェファーソン通りとハリソン通りの角にあった木枠建物に入った。1881年、メソジスト・エピスコパル教会南部はウェストコロンビア通りとクレイ通りの角にできた新しい煉瓦造り建物に移った。間もなくこの建物では収容しきれなくなり、それを一旦壊して、同じ場所に新しい煉瓦造り建物を建設した（現在はフリーウィル・バプテスト教会が入っている）。
メソジスト・エピスコパル教会北部は1844年以降活動を停止していたが、戦後に主にエリザ・A・カールトンの指導で復活した。カールトンは教育がある敬虔な女性であり、町の北にカールトン学校を設立した。彼女の呼びかけに答えて3人の牧師が訪れ、セントフランソア郡、セントジェネビーブ郡の全部と、ジェファーソン郡、ワシントン郡、アイアン郡、マディソン郡の一部を含むファーミントン・サーキットを組織化した。1878年、ファーミントンが変化した。牧師達は戦中に活動を停止したキリスト教会からハリソン通りとサウスヘンリー通りカドの大きな煉瓦造り建物を購入した。礼拝はその2階で行われ、牧師とその家族が1階に住んだ。この教会の存在は、続いてファーミントンに移ってきたカールトン・カレッジによって強化された。この会派が成長すると、ウェストコロンビア通りとフランクリン通りの角に新しい土地が購入された。地元産の石灰岩を使った建物がここに建てられ、岩の教会と呼ばれることも多かった。この教会の成長は町の成長と時を同じくしていた。
メソジスト・エピスコパル教会南部はマーフィー夫人の子孫からそこそこの遺産贈与と素晴らしいオルガンの寄贈を受け、理事会は1927年に名称をマーフィー・ロング・メモリアル・メソジスト教会と改めることを決めた。メソジスト・エピスコパル教会北部もその約10年後にカールトンを記念してカールトン・メモリアル教会と改名した。この2つの教会が1950年に統合され、家族名が消えてメモリアルという言葉が残った。
1939年、メソジスト・エピスコパル、メソジスト・エピスコパル教会南部およびプロテスタント・メソジスト教会が全国および世界中で統一されることになった。1950年、地元の2つのメソジスト教会は統合を決めた。これは3つの熱心で活動的な会派が神への務めを共に行うことを決めるきかいとなった。
エルバート・C・コール牧師の指導で2つの会派が一つになり、互いの良さを引き出した。多くの検討や研究が行われた後に、合併した教会員は、町の北側の3.5エーカー (14,000 m2）の土地に新しい建物を建てることを決めた。教会員はこの大きな計画のために必要な資金集めに活発に動いた。ファーミントンの人口が増え、交通が容易になると、小さな教会は大きなものに合流した。元々ドイツ語話者が作ったコペンハーゲン教会は1917年にメソジスト・エピスコパル教会に入った。デラサスの教会員は1950年頃にメソジスト教会員となった。1960年、町のきたにあるセイラム教会が大きな教会に合流し、その後の1965年にはセントポール会派も合流した。
教会組織によつ数多い計画と個人の犠牲的貢献によってこの新しい施設は今日も利用されている。建設の第一段階は聖壇と教育部を含んでおり、1953年に完成した。1957年、教会は借金を返済し、全ての人々の礼拝所として落成した。集会所、キッチン、パーラー、地下室を含む教区信徒会館は1962年に完成した。終生教会員からの遺産である牧師館は1979年に完成した。1998年、新しい教室と事務所を含む建物が追加された。祈りの庭が2006年に完成した。

## 都市と町
| - ファーミントン（都市） - 郡庁所在地 - ビスマーク（都市） - ボンテレ（都市） - デスロージ（都市） - アイアンマウンテンレイク（都市） - リーディントン（都市） - リードウッド（都市） - パークヒルズ（都市） | - ブラックウェル - キャントウェル - フレンチビレッジ - ハッガイ - アイアンマウンテン - ノブリック - ミドルブルック - ドーラン（CDP) - フランククレイ（CDP) - テレデュラック（CDP) |

## 政治

### 地方
セントフランソア郡の地方レベルでは共和党が大半の政治を支配しており、郡の選挙で選ばれる役職は1人を除いて独占している。

#### 国政
大統領選挙のレベルではかなり独立色が強いが、やや民主党支持の傾向がある。2000年と2004年の大統領選挙では、ジョージ・W・ブッシュがセントフランソア郡を制したが、その票差は他郡よりもかなり小さかった。992年と1996年の選挙ではビル・クリントンが10ポイント以上の差をつけて制した。2008年の選挙では、州内の田園部にある郡と同様、バラク・オバマよりジョン・マケインを選んだ。ただし、票差は他郡よりもかなり小さかった。
セントフランソア郡は田園部郡と同様、社会的にまた文化的に保守的であり、経済問題についてはディキシークラットに典型的な中道あるいは人民主義的傾向もある。2004年の州民投票では、結婚を男と女の結合として定義する州憲法改正案をセントフランソア郡は79.03％という圧倒的多数で賛成した。州全体でも71％の賛成で可決し、ミズーリ州は同性結婚を禁止する最初の州になった。2006年の州民投票では、胚性幹細胞の研究を予算化し、合法化する憲法改正案が掛けられたが、セントフランソア郡では50.53％が反対した。州全体では51%の賛成と辛うじて改正が成立し、胚性幹細胞の研究を最初に認めた州の1つになった。郡民は伝統的に社会問題に保守的であるが、最低賃金の増加のような人民主義的施策は支持する傾向にある。やはり2006年の州民投票で最低賃金を時間あたり6.50ドルに増やす命題については、セントフランソア郡では79.36％が支持した。この命題は州内のどの郡でも支持され、75.94％が賛成した。

#### 2008年大統領予備選挙
2008年の大統領予備選挙で、セントフランソア郡は共和党のジョン・マケインと民主党のヒラリー・クリントンを選んだ。民主党の予備選挙ではヒラリー・クリントンが1位となり、さらに共和党予備選挙で投じられた総票数よりも多かった。